# Búnquers del far
Els Búnquers del far són una obra del municipi de Roses (Alt Empordà) protegida com a bé cultural d'interès local.

## Descripció
Construccions militars situades a la costa, a tocar de la carretera del Far, sota el castell de la Trinitat. Els búnquers estaven destinats a allotjar artilleria pesant per defensar l'entrada a la badia de Roses per la banda sud-oest.
El conjunt el conformen quatre búnquers. Tres es troben alineats i ubicats en el talús delimitat per la carretera i el nou aparcament per als visitants del Castell de la Trinitat. El quart búnquer es troba aïllat, en el talús ubicat entre el mar i la carretera. Tots quatre búnquers presenten la mateixa configuració i es troben excavats a la roca. Construïts amb ciment armat i coberts amb talussos de terra, els quals estan reforçats amb uns murs de pedra seca, bastits amb pedra de diverses mides disposada de manera irregular. Les obertures per on sortien els canons tenen forma de trapezi. A l'interior, destaca la sala on hi havia instal·lats aquests canons, de planta poligonal, la qual presenta als paraments laterals quatre fornícules d'obertura quadrada. Encara es conserva in situ part del mecanisme metàl·lic que funcionava com a base rotatòria dels canons. Pel que fa als tres búnquers agrupats, cal especificar que presenten un túnel cobert amb volta de mig punt i que segueix un traçat en corba, el qual surt de la sala dels canons i va a parar a un passadís comú que els comunica entre si. L'accés general té l'entrada al costat de tramuntana. El primer tram és descobert, retallat a la roca, però després es fa soterrat. A uns 10 metres al nord-est hi ha una petita construcció que protegeix l'escala que baixa cap a la instal·lació subterrània.

## Història
Construcció militar portada a terme per l'organisme franquista denominat Servicio Militar de Construcción, durant els anys 1945-1946. Els enginyers militars d'aquest organisme van ser, segurament, els mateixos que els búnquers de Punta Falconera, que daten del mateix període. Durant la seva estança es varen construir uns edificis situats a la carretera de Montjoi, per sobre la Punta Falconera, per poder allotjar-los.
La defensa del litoral català va ser encarregada al 7è. Regiment d'Artilleria de Costa que estava dividit en dos grups establerts a Barcelona i Roses. Aquest segon grup s'estenia des de l'Escala fins al Port de la Selva, protegint la badia de Roses. La part nord de la badia era defensada per dues bateries, la número 7 situada sota el far (amb canons García Lomas de 100/54) i la nº8 emplaçada a la Punta Falconera.
L'any 1985 es va decidir suprimir els regiments de defensa costanera i desmantellar les bateries. Damunt dels tres búnquers de dalt la carretera, es va fer un aparcament pavimentat pels visitants al Castell de la Trinitat.